# 칼빈신학 2009

칼빈공로자 6인을 기념하는 도서 《칼빈신학 2009》(안명준 외)

《칼빈신학 2009》는 요한 칼빈 탄생 500주년 기념사업회가 종교 개혁가 장 칼뱅 탄생 500주년을 맞이하여 한국에서 가장 영향력있는 칼빈 공로자 6인을 기념하는 도서이다. 6인으로 신복윤, 한철하, 이종성, 정성구, 이종윤, 이수영이다. 칼빈 탄생 500주년 기념대회인 6월 22일 6인에게 기증되었다. 2009년 안명준 교수가 편집하여 성광문화사에서 출판되었다.

## 목차
- 추천서 - 이종윤 목사(요한 칼빈 탄생 500주년 기념사업회회장)
- 서문 - 안명준 교수(요한 칼빈 탄생 500주년 기념사업회실행위원장)
- 축시 - 〈개혁된 교회의 개혁을 위하여-요한 칼빈 탄생 오백주년의 아침에〉 - 시인 김성영, 성결대학교 전 총장, 한국복음주의 신학회 회장
- 칼빈과 성경의 권위 이승구(합동신학대학원대학교)
- 존 칼빈의 신학원리로서 성경(Scriptura)의 사용: 기독교 강요를 중심으로 안명준(평택대학교)
- 칼빈의 이중적 신지식에 관한 재고찰 이신열(고신대학교)
- 율법의 세 가지 용법 권호덕(백석대학교)
- 칼빈의『로마서 주석』에 나타난 이성과 계시에 대한 이해 윤광원(평택대학교, Th.D.)
- 기독교강요가 제시한 성경해석논리 고광필(광신대학교)
- 말씀과 말 -칼빈의 설교관과 수행어(隧行語)로서의 언어 이해 최승락(국제신학대학원대학교)
- 칼빈과 교부들과 한국장로교회의 삼위일체론의 관계 조봉근(광신대학교)
- 하나님의 형상에 대한 칼빈의 견해와 평가 유창형(국제신학대학원대학교)
- 기독론계시의 정점(Culmen Revelationis): 칼빈의 기독론적 이해 문병호(총신대학교)
- 칼빈의 기독론: 그리스도의 양성 연합 원리  권문상(웨스트민스터신학대학원대학교)
- 칼빈의 중생론 박해경(아세아연합신학대학교)
- 칼빈의 성화론 이은선(안양대학교)
- 칼빈의 교회론: 교회의 본질을 중심으로 최윤배(장신대학교)
- 칼빈의 성찬론 김병훈(합동신학대학원대학교)
- 칼빈의 교회훈련(church discipline)에 대한 목회신학적 고찰 안은찬(총신대학교강사)
- 칼빈(John Calvin)의 영혼불멸 교리와 개인종말론에 대한 소고 김은수(숭실대학교)
- 칼빈의 예정론 김정훈(백석대학교)
- 칼빈의 신본주의 경제관    한상화(아세아연합신학대학교)
- 칼빈의 신학적 윤리학 안명준(평택대학교)

## 2009년과 2010년 출판된 칼빈(칼뱅)관련 서적들
2009년과 2010년에 발행된 국내외 칼빈(칼뱅) 전문가들에 의해 도서들.
- 서창원외, 칼빈의 시편찬송가(CD)
- 문병호, 기독교강요(라틴어직역)

2009년과 2010에 출판된 칼뱅관련 도서들

- 헤르만 셀더하위스, 중심에 계신 하나님
- 이오갑, 칼뱅의 신과 세계
- 스페이커르, 칼빈의 유언과 개혁신앙
- 황대우, 칼빈과 개혁주의
- 안명준, 칼빈해석학과 신학의유산
- 헤르만 셀더르하위스, 칼빈
- 한국칼빈학회, 칼빈 신학 개요
- 안명준외, 칼빈신학과 한국신학
- 데이비드 W. 홀외, 칼빈의 기독교 강요 신학
- 빌렘 판 엇 스페이커르, 칼빈의 생애와 신학
- 박영신외, 칼뱅주의 논쟁
- 요한칼빈탄생500주년기념학술대회위원회, 칼빈과 성경
- 최병규, 칼빈들여다보기
- 배경식과 유태주, 칼빈의 구원신학과 경건한 삶
- 안인섭, 칼빈과 어거스틴
- 조이스 맥퍼슨, 칼빈이야기
- 정성구, 교회의 개혁자 요한 칼빈
- 전광식외, 칼빈과 21세기
- 크리스토프 슈트롬, 개혁자 칼뱅
- 유창형, 죤 칼빈의 성화론
- 장호광, 칼빈의 신학과 기독교윤리
- 송삼용, 심장을 바친 개혁자 장 칼뱅
- 최영관외, 한국사회와 교회의 미래 그리고 칼빈(호남신대 해석학연구소)